# Mayara Constantino
Mayara Constantino (São Paulo, 16 de setembro de 1986) é uma atriz brasileira. Mayara começou seus trabalhos aos sete anos de idade e já fez centenas de comerciais, além de trabalhos notáveis na televisão e participações em seriados.

## Carreira
A atriz é formada em Comunicação Social, participou da turma de 2006 da Oficina de Atores da Rede Globo e faz parte da Cia Empório de Teatro Sortido, de São Paulo. Morou e estudou em Buenos Aires. 
Participou do longa-metragem Castelo Rá-Tim- Bum, o filme, com apenas doze anos. É protagonista da série Tudo o que é Sólido Pode Derreter, que foi gravada no ano de 2008 e exibida no ano de 2009 no canal de televisão aberta TV Cultura. Atuou nas três primeiras temporadas da série Sessão de Terapia, exibida pelo canal GNT, como filha de Théo, Malu. E está na versão brasileira da série O Homem da Sua Vida, de Juan José Campanella, no canal HBO. Em 2025 lançou seu primeiro livro: Imagine Um Artista. Grava áudiobooks. Além de atuar, prepara e dirige atores.

## Filmografia

### Televisão/ Streaming
| Ano       | Título                            | Personagem              | Notas                            |
| --------- | --------------------------------- | ----------------------- | -------------------------------- |
| 2002      | Marisol                           | Yoli                    |                                  |
| 2003      | Os Rebeldes                       | Mariana Colucci         |                                  |
| 2006      | Minha Nada Mole Vida              | Sagitariana             | Episódio: "O Novo Namorado Novo" |
| 2007      | Diário de Sofia                   | Sofia                   |                                  |
| 2008      | Queridos Amigos                   | Betânia                 |                                  |
| 2009      | Tudo o Que É Sólido Pode Derreter | Thereza (protagonista)  |                                  |
| 2010      | Separação?!                       | Karen (Jovem)           |                                  |
| 2010-2011 | Morando Sozinho                   | Miranda                 |                                  |
| 2011      | 9mm: São Paulo                    | Marisa                  | Episódio: "Deus é fiel"          |
| 2012–2014 | Sessão de Terapia                 | Malu Cecatto            | Temporadas 1–3                   |
| 2013      | Agora Sim!                        | Marina                  |                                  |
| 2017      | O Homem da Sua Vida               | Mônica                  | Episódio: "Procura-se Dudu"      |
| 2018      | Amigo de Aluguel                  | Helena                  | Episódio: "Três São Multidão"    |
| 2020      | 3%                                | Marcela Álvares (jovem) | Temporada 4                      |
| 2022      | Turma da Mônica - A Série         | Professora Carminha     |                                  |
| 2022      | Vale dos Esquecidos               | Mariane                 |                                  |
| 2023      | Série Sutura                      | Cássia                  |                                  |
| 2023      | Série As Five                     | Mercedes                |                                  |
| 2023      | Série Luz                         | Professora Helô         |                                  |

### Cinema
| Ano  | Título                            | Personagem |
| ---- | --------------------------------- | ---------- |
| 1999 | Castelo Rá-Tim-Bum, o Filme       | Cacau      |
| 2005 | Tudo o que é sólido pode derreter | Débora     |
| 2010 | 49 dias                           | Nina       |
| 2012 | VHS                               | —          |
| 2014 | Noite na Taverna                  | Giorgia    |
| 2016 | Um Namorado para Minha Mulher     | Lê         |
| 2017 | Solidão 22B                       | Simone     |
| 2018 | Pela Janela                       | —          |
| 2019 | 45 Dias sem Você                  | Mayara     |
| 2020 | Música para Morrer de Amor        | Isabela    |
| 2022 | Meu Álbum de Amores               | Laura      |
| 2025 | Flora                             | Sinhá      |

### Teatro
| Ano  | Título                         | Personagem       |
| ---- | ------------------------------ | ---------------- |
| 2010 | Alice Através do Espelho       | Alice            |
| 2010 | Música Para Cortar Os Pulsos   | Isabela          |
| 2011 | Ligações Perigosas             | Cecile           |
| 2012 | Cambaio a Seco - Bela          | —                |
| 2013 | Leitura Aberta - Como Gostais  | Rosalind         |
| 2014 | O Convidado Surpresa           | Sophie           |
| 2014 | Não Nem Nada                   |                  |
| 2015 | Judas em Sábado de Aleluia     | —                |
| 2017 | Chorume                        |                  |
| 2018 | Gênesis 6:6,7                  | Angelica Liddell |
| 2022 | Diabinho e Outras Peças Curtas |                  |